# Штиль Іван Олександрович
Іван Олександрович Штиль  (рос. Иван Александрович Штыль, 8 червня 1986) — російський веслувальник, олімпієць.
Підтримує невизнане самопроголошене Придністров'я. 

## Виступи на Олімпіадах
| Олімпіада   | Дисципліна            | Місце |
| ----------- | --------------------- | ----- |
| Лондон 2012 | каное-одиночка, 200 м | 3     |